# 劉志強 (足球員)
劉志強（英語：Lau Chi Keung Sanvel，1977年1月7日—），生於香港，香港職業足球員，司職清道夫、中堅、防守中場、正中場及進攻中場，前香港奧運足球代表隊及香港足球代表隊隊員，曾經是香港最佳中場球員之一。現時於香港超級聯賽和富大埔擔任球隊助理教練。

## 球員生涯
劉志強於香港甲組足球聯賽商業球隊快譯通展開球員生涯，期間入選香港奧運隊，參加過2000年奧運足球預賽。
1999年，劉志強轉投晨曦，並且效力了12年，期間曾經擔任隊長。
2011年夏季，劉志強原來打算轉投香港甲組足球聯賽「升班馬」港迪，惟球隊及後因為贊助商退堂及放棄升班，劉志強遂變成為了失業大軍，及後加盟香港乙組足球聯賽足球隊金峰科技。
2012–13年度球季，劉志強轉投香港乙組足球聯賽足球隊元朗。

## 個人榮譽
- 香港足球明星選舉最佳11人 兩次(2003-04、2004-05季度)

## 外部連結
- 香港足球總會註冊球員資料 （页面存档备份，存于）